# 劉家妏
劉家妏（2月23日—），臺灣女歌手，因早年剛出道在中華電視公司張菲與費玉清主持的《龍虎綜藝王》模仿鄧麗君非常相似，而有「小鄧麗君」的美譽。曾參加過2010年鄧麗君逝世15周年演唱會表演、2012年大馬何日君再來經典演唱會等。
2015年6月13日，表演結束後，疑似突發性心律不整導致休克，送醫急救，昏迷指數7，仍在加護病房。目前已出院。